# Ghostbusters - Acchiappafantasmi
Ghostbusters - Acchiappafantasmi (Ghostbusters) è un film del 1984 diretto e prodotto da Ivan Reitman.
Basandosi sulla sua passione per i fantasmi, Dan Aykroyd concepì il film come un progetto con lui e John Belushi come protagonisti, combattendo minacce soprannaturali durante i loro viaggi nel tempo, ma il progetto fu ritenuto finanziariamente poco pratico e Belushi morì prematuramente nel 1982. Harold Ramis aiutò a riscrivere la sceneggiatura per rendere la storia più realistica e ambientarla a New York City. Ghostbusters è stato il primo film commedia a fare uso di effetti speciali costosi nonostante la Columbia Pictures, preoccupata per il suo budget relativamente alto di $ 25-30 milioni, non avesse molta fiducia nel suo potenziale successo al botteghino. Le riprese del film si sono svolte a New York e Los Angeles, da ottobre 1983 a febbraio 1984.
Interpretato da un gruppo di attori comici provenienti dalla trasmissione televisiva Saturday Night Live, Ghostbusters è stato acclamato dalla critica ed è diventato un cult. È stato ben accolto per la sua abile miscela di commedia, azione e horror, e la performance di Bill Murray è stata spesso elogiata. La pellicola è stata anche il secondo film di maggior incasso di quell'anno e uno dei film commedia di maggior incasso di tutti i tempi all'epoca.
Nel 2000 la pellicola è arrivata alla posizione numero ventotto nella lista delle migliori cento commedie statunitensi di sempre (AFI's 100 Years... 100 Laughs), secondo un sondaggio effettuato dall'American Film Institute. Nel 2015 è stato scelto per essere conservato nel National Film Registry della Biblioteca del Congresso degli Stati Uniti.
In Italia è uscito al cinema il 21 novembre 1984 distribuito dalla CEIAD.
Il film ha dato inizio a un franchise, che comprende anche altri media.

## Trama

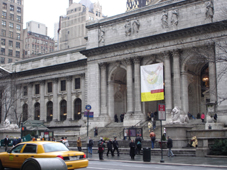
La New York Public Library

New York, 1984. Peter Venkman, Raymond "Ray" Stantz ed Egon Spengler sono tre ricercatori universitari di parapsicologia che studiano da tempo, ma con scarsi risultati, i fenomeni paranormali. Contattati dalla biblioteca pubblica di New York, sulla 5ª strada, si trovano per la prima volta faccia a faccia con un ectoplasma, quello dell'ex bibliotecaria Eleanor Twitty, la "Signora in Grigio". Raccolti dei campioni, iniziano a valutare le potenzialità della scoperta, e poco dopo vengono cacciati dal rettore dell'università per mancanza di risultati.

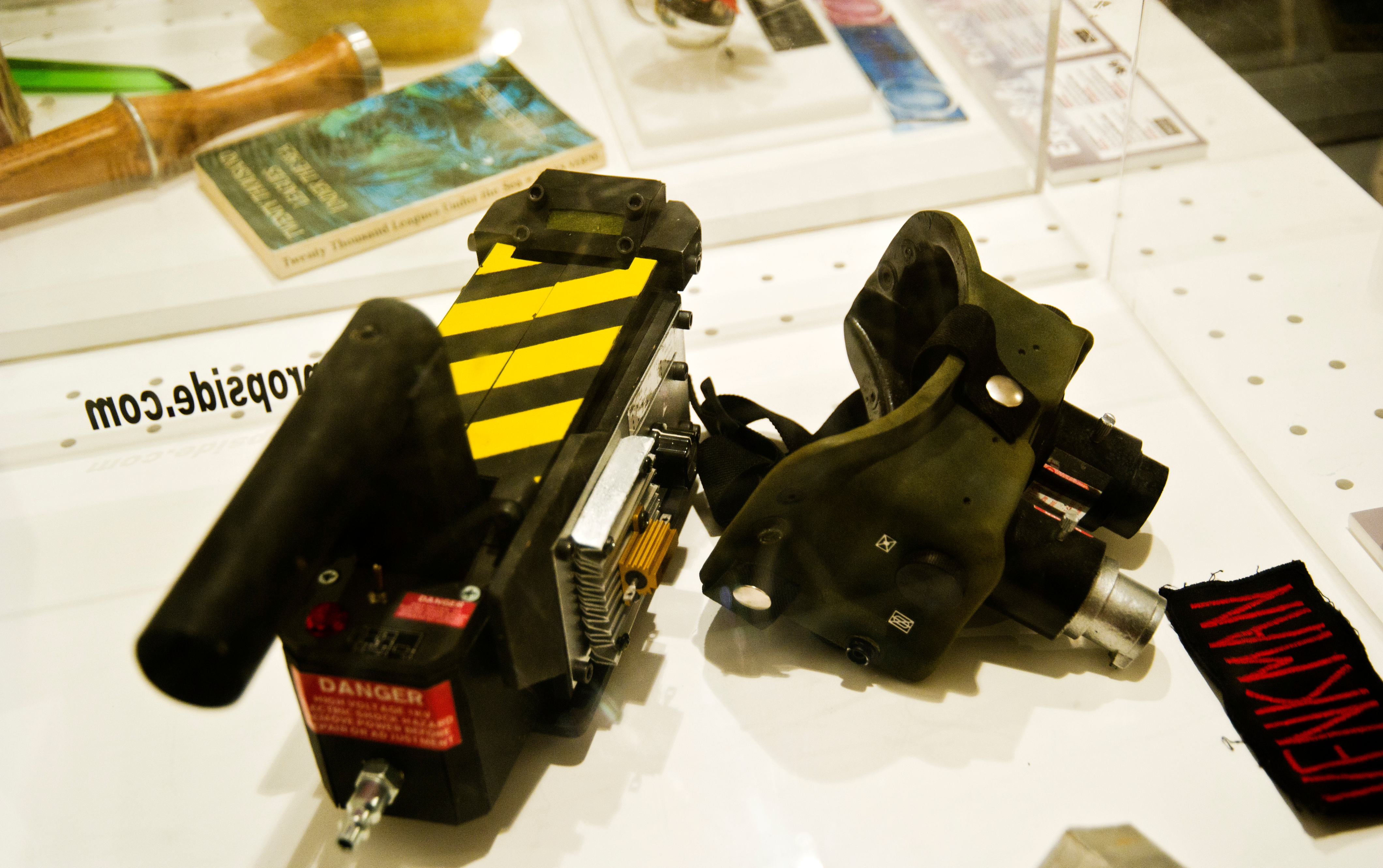
Replica di una ghost-trap e occhiali "Ecto"

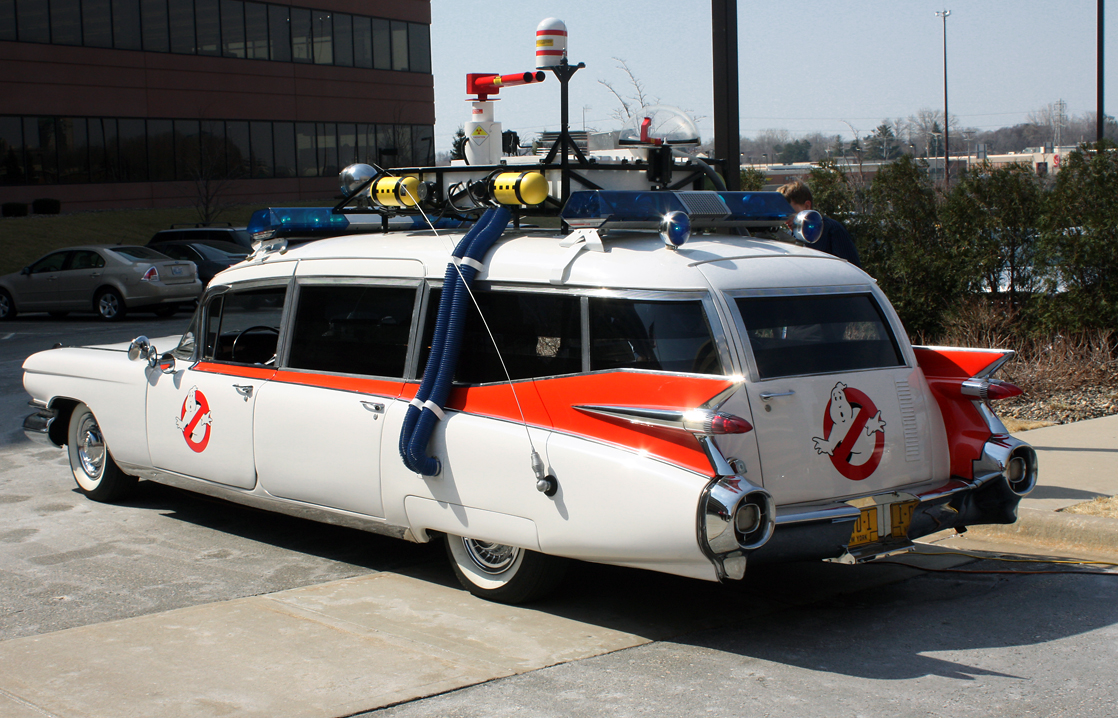
Ecto-1

Convinto Ray a mettere un'ipoteca sulla sua casa d'infanzia, con i soldi ottenuti i tre intraprendono una nuova e avveniristica attività, quella di acchiappa-fantasmi su richiesta e a pagamento. Grazie a Egon vengono messe a punto apparecchiature sofisticate e tecnologie all'avanguardia, come lo zaino protonico, in grado di catturare l'energia psicocinetica dei fantasmi tramite flussi di particelle, il rilevatore di energia psicocinetica, che serve a rilevare la presenza dei fantasmi, le ghost-trap, in grado di intrappolarli, e le griglie di contenimento, in grado di fungere da serbatoio per i fantasmi catturati. I tre quindi acquistano un cadente palazzo in disuso, un tempo sede dei vigili del fuoco, e ne fanno la loro sede operativa, e modificano, per farne il loro mezzo di trasporto, una vecchia ambulanza, divenuta celebre come Ecto 1 (dal numero di targa). A questo punto non resta loro che attendere le prime telefonate, che però tardano ad arrivare. L'unica cliente è Dana Barrett, una violoncellista che vede nel frigorifero di casa sua strane apparizioni di mostruose creature che pronunciano il nome "Zuul", della quale Venkman si innamora, non ricambiato.
Finalmente ricevono una chiamata da un grande e lussuoso albergo del centro, il Sedgewick Hotel, infestato da un bizzarro e ingordo ectoplasma verde, Slimer, al dodicesimo piano, dove i tre possono testare gli zaini protonici: dopo essersi divisi, il primo a incontrare lo spirito è Ray, che tenta senza successo di prenderlo mentre si ingozza di dolci, e il secondo sarà Venkman, che avrà un contatto fisico con lo spettro (pur senza riuscire a intrappolarlo) e rimarrà ricoperto della sostanza appiccicosa di cui Slimer è fatto. I tre lo seguono e lo catturano nella sala da ballo, dove testano con successo anche le trappole, causando però parecchi danni con i raggi sparati dagli zaini. Da allora le chiamate aumentano sempre più, gli "Acchiappafantasmi" cominciano a ripulire la città dagli spiriti e spiritelli che stanno terrorizzando i cittadini e ottengono in breve tempo grande successo e popolarità (compaiono, infatti, in TV, su USA Today, sul Time e nello show di Larry King). Per far fronte alla sempre maggiore mole di lavoro viene assunto un ulteriore membro della squadra, Winston Zeddemore.
Ben presto, però, i quattro devono fare i conti con una minaccia ancora più grande: il funzionario del Dipartimento dell'ambiente Walter Peck, giudicando il lavoro degli Acchiappafantasmi nocivo, pericoloso e totalmente irrispettoso delle leggi ambientali, fa irruzione nella loro sede operativa e toglie l'energia al dispositivo in cui erano imprigionati tutti i fantasmi catturati fino ad allora, liberandoli. In città si diffonde il panico e i quattro vengono arrestati. Nel frattempo Gozer, una divinità sumera del 6000 a.C., sta per reincarnarsi e tornare sulla Terra; per questo i suoi due adoratori, Zuul il Guardia di Porta e Vinz Clortho il Mastro di Chiavi, iniziano a possedere rispettivamente Dana e il suo vicino di casa, l'ingenuo Louis Tully, un modesto perito fiscale.
Rinchiusi in cella, Ray ed Egon hanno il tempo di capire la situazione: il palazzo in cui vivevano Dana e Louis è stato progettato da un pazzo e geniale architetto, di nome Ivo Shandor, capo di una setta devota a Gozer, che lo ha fatto costruire nella posizione e nel modo corretti per renderlo una gigantesca antenna spirituale, in modo da far confluire lì l'energia ectoplasmatica, così da richiamare Gozer per porre fine alla società, giudicata troppo marcia per continuare a sopravvivere. L'unica speranza è raggiungere velocemente la sommità del palazzo e fermare la maligna divinità.
Ottenuto l'appoggio del sindaco, gli Acchiappafantasmi vengono scortati dalle forze dell'ordine fino all'edificio e salgono fino alla cima, dove si ritrovano di fronte a Dana e Louis trasformati nei mostruosi quadrupedi che rispondono al richiamo di Gozer, che appare come una creatura simile a una donna davanti a un portale che conduce a un'altra dimensione. Ray tenta di comunicare, ma i quattro vengono attaccati dai fulmini lanciati dal dio. Dopo averla "neutronizzata" con gli zaini protonici, Gozer dà la possibilità ai quattro di scegliere la forma fisica della calamità con la quale essere distrutti. Per evitare di farla trasformare in qualcosa di difficile da controllare, gli Acchiappafantasmi stanno attenti a non pensare a nulla, ma inavvertitamente a Ray viene in mente la simpatica e innocua mascotte dei suoi marshmallow preferiti, quindi Gozer si materializza proprio sotto forma dell'Uomo della Pubblicità dei Marshmallow, gigantesco pupazzo vestito da marinaio, che inizia a distruggere la città. I quattro gli sparano con gli zaini protonici, riuscendo solo a incendiarlo, e il gigante infuriato tenta di arrampicarsi sul palazzo per ucciderli. L'unica soluzione è quella di incrociare i flussi delle loro armi, un'azione ad alto rischio che inizialmente era stata sconsigliata da Egon, verso il portale da cui Gozer è entrato. Ciò causa una potente esplosione che scioglie il pupazzo, facendolo diventare zucchero fuso che inonda Manhatthan. Dana e Louis vengono liberati dal corpo carbonizzato dei mostruosi cani e Venkman si riunisce con la sua amata.
Salvata New York, i quattro vengono accolti dalle ovazioni dell'intera cittadinanza e diventano degli eroi. Il film si conclude con i quattro Ghostbusters che tornano alla caserma acclamati dalla folla e Slimer che vola ululando verso la quarta parete.

## Produzione

### Sviluppo
Il film cita esplicitamente Topolino e i fantasmi, cortometraggio Disney del 1937 che vedeva Topolino, Paperino e Pippo impegnati come cacciatori di fantasmi. Dan Aykroyd dice di aver preso spunto anche da alcuni film con l'attore inglese Bob Hope come Il fantasma di mezzanotte (1939) o La donna e lo spettro (1940).
Il concept originale della pellicola nacque dalla passione di Dan Aykroyd per i fenomeni paranormali. L'attore, dopo aver letto un articolo sulla fisica quantistica e la parapsicologia, ebbe l'idea di un film fantastico, abbozzato alla fine del 1981, e chiamato col nome provvisorio Ghost Smashers. Mettere insieme queste due discipline gli permise di spiegare i concetti di fantasmi e di dimensioni parallele.
Aykroyd all'inizio preparò una storia molto più ambiziosa della trama del film, dove gli acchiappafantasmi percorrevano anche tempo, spazio e altre dimensioni per catturare enormi fantasmi (l'uomo dei marshmallow era uno dei tanti); combattevano inoltre con delle bacchette e la loro divisa era molto simile a quella della SWAT, con tanto di elmetti. In quel periodo, Aykroyd stava collaborando col regista Ivan Reitman per una commedia ispirata al romanzo Guida Galattica per Autostoppisti di Douglas Adams. Reitman ha incontrato Aykroyd durante un pranzo all'Art's Delicatessen di Studio City, a Los Angeles e, rimanendo affascinato dall'idea di una storia che vedeva coinvolti degli indagatori di fenomeni sovrannaturali, decise di dedicarsi alla realizzazione della sceneggiatura di Ghost Smashers (poi rinominato Ghostbusters). Successivamente, Reitman e Aykroyd si spostarono nei Burbank Studios per incontrare Harold Ramis. Reitman aveva lavorato con lui in Animal House, Polpette e Stripes - Un plotone di svitati e credeva che potesse dare allo script l'atmosfera giusta. Reitman ritenne anche che Ramis avrebbe dovuto interpretare un acchiappafantasmi.
Dopo che il presidente della Columbia Pictures Frank Price approvò il progetto, Aykroyd tra maggio e luglio 1983 si ritirò all'isola Martha's Vineyard, nel Massachusetts, e collaborò con Harold Ramis ridimensionando lo script, poiché Reitman lo giudicò eccessivo in termini di budget. L'equipaggiamento venne inizialmente concepito da Aykroyd, Ramis e Reitman e in parte schizzato negli storyboard; il design degli zaini protonici e delle trappole fu poi comunque perfezionato e ultimato dall'hardware consultant Stephen Dane, che si ispirò all'armamento esposto in una rivista militare, il quale comprendeva dei particolari lanciafiamme e vani per bombe (che diedero l'idea per gli sportelli delle ghost-trap). Alla fine, furono cambiate anche le tute degli acchiappafantasmi, che divennero più simili agli abiti dei vigili del fuoco. Le tute usate nel film vennero ricavate da tute da aviatore militari del tipo CWU 27/P in colorazione TAN 380.
Lo sviluppo della pellicola fu molto frenetico in quanto c'era solo un anno a disposizione per completare sceneggiatura e realizzazione. Le riprese iniziarono verso la fine dell'ottobre 1983 e terminarono nel febbraio 1984. Il film uscì l'8 giugno 1984 negli Stati Uniti.

### Cast
Inizialmente i protagonisti dovevano essere: John Belushi, lo stesso Aykroyd, John Candy ed Eddie Murphy, ma la morte per overdose del primo e precedenti ingaggi per altri film dei secondi non lo permisero. Nonostante Murphy fosse molto interessato al ruolo di Winston Zeddemore, si vide costretto a declinare l'offerta poiché aveva già accettato il ruolo di Axel Foley in Beverly Hills Cop - Un piedipiatti a Beverly Hills. John Candy, anch'esso interessato al ruolo di Egon Spengler, era invece già impegnato sul set di Splash - Una sirena a Manhattan. Il ruolo di Peter Venkman, inizialmente offerto a Belushi, venne in seguito proposto a Steve Guttenberg, il quale preferì il ruolo di Carey Mahoney in Scuola di polizia. Al successo della pellicola giovò il talento di improvvisatore di Bill Murray, che aveva già lavorato con Harold Ramis nei film Palla da golf e Stripes - Un plotone di svitati. Murray accettò il ruolo quando era ancora in Francia a girare Il filo del rasoio, presentandosi appena in tempo per il primo giorno di riprese.
In un primo momento il ruolo di Louis Tully era stato scritto per John Candy e, secondo l'attore, il personaggio avrebbe dovuto avere un forte accento tedesco e due grossi cani (pastori tedeschi), ma tale caratterizzazione sembrò eccessiva a Reitman.
La voce indemoniata di Dana Barrett è stata doppiata dallo stesso Ivan Reitman.
La modella jugoslava Slavitza Jovan interpreta Gozer in forma umana; tra le altre idee, Gozer sarebbe dovuto apparire sotto le sembianze di Ivo Shandor ed essere interpretato da Paul Reubens. Il personaggio fu poi affidato alla modella anche per il suo accento dell'est Europa, ma successivamente, nella versione originale, fu doppiata da Paddi Edwards.
David Margulies è il sindaco di New York. Il nome del personaggio è sconosciuto e nel film ci si rivolge a lui come "Lenny".

### Riprese

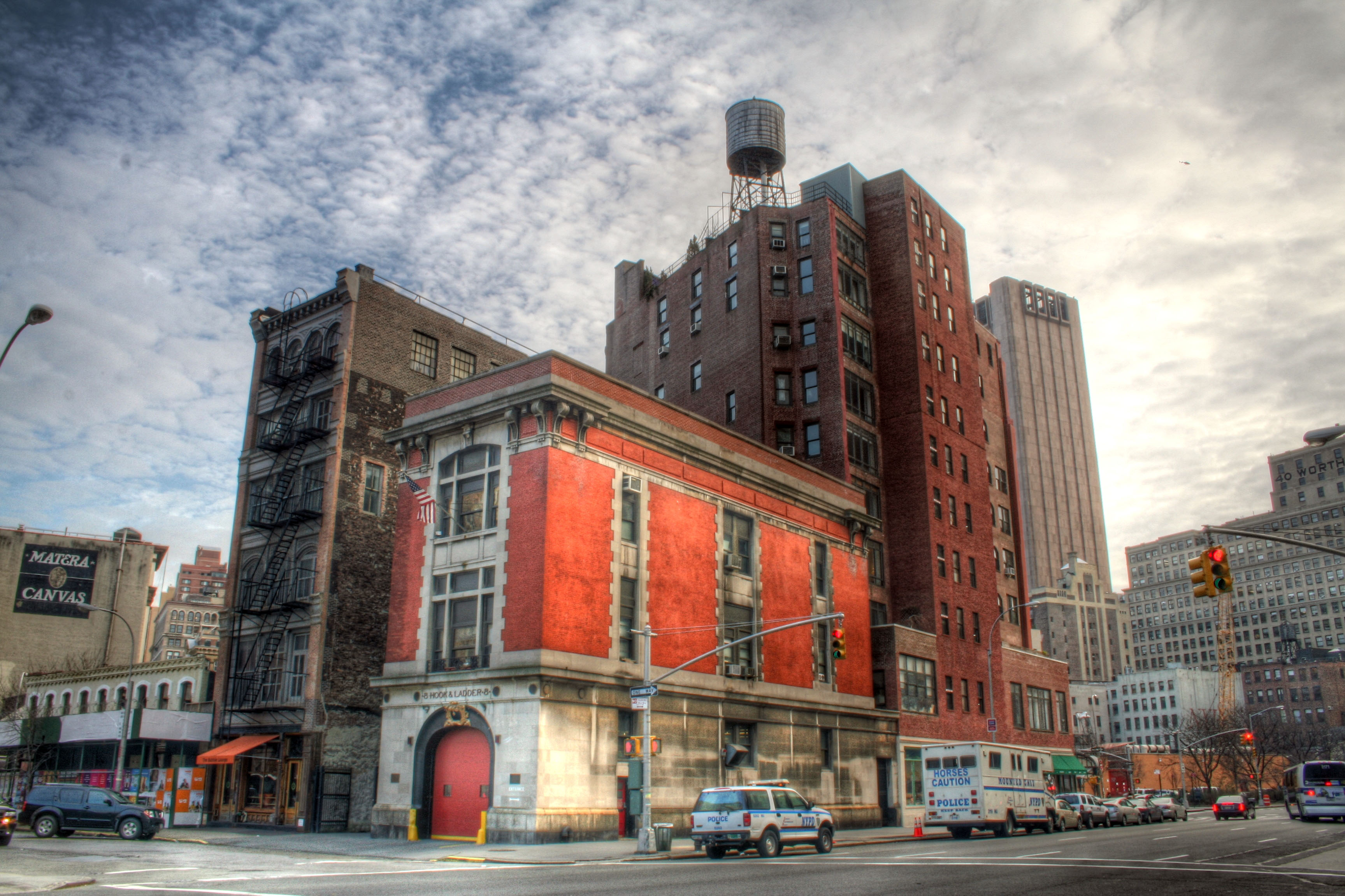
La caserma dei Vigili del fuoco utilizzata come sede dai Ghostbusters, fotografata nel 2007

La pellicola si svolge a New York, ma è stata girata, oltre che nella Grande mela, anche a Los Angeles e nei Burbank Studios.
Il quartier generale degli Acchiappafantasmi è costituito da due caserme dei pompieri (entrambe costruite nel 1912): l'esterno appartiene alla caserma Hook and Ladder numero 8 nel quartiere Tribeca di New York; l'interno, invece, è di un'altra caserma al 225 East Fifth Street di Los Angeles. Nel film viene così descritta da Egon: "Questo edificio dovrebbe essere evacuato. C'è un grave logoramento di tutte le strutture portanti, impianti idrico ed elettrico del tutto inadeguati alle nostre esigenze e il circondario sembra una zona smilitarizzata…". L'interno della caserma è stato usato come set cinematografico in una scena di Grosso guaio a Chinatown (1986) e in alcune scene di The Mask (1994).
A New York sono state effettuate anche delle riprese nella Biblioteca pubblica di New York (nella parte iniziale), al Lincoln Center, alla Tavern on the Green e al 55 di Central Park West in un edificio del 1929 nell'Upper West Side che, dopo il film, è stato rinominato "Ghostbusters Building". Il palazzo, nella realtà, non è alto quanto quello visibile nella pellicola, e la maggior parte dei piani che si vedono nel film sono un effetto speciale. Il tempio di Gozer collocato in cima fu realizzato dal famoso scenografo e art-designer John DeCuir (1918-1991). Il set era così grande da riempire tutto lo Studio 18 della Columbia tanto che Ivan Reitman, per alcune inquadrature, fu costretto a posizionare le cineprese al di fuori delle porte.
L'hotel in cui si trova il fantasma verde Slimer è all'esterno l'Algonquin Hotel di New York e all'interno il Biltmore Hotel di Los Angeles.
Il veicolo utilizzato per l'Ecto 1 durante le riprese era un Cadillac Miller-Meteor del 1959 modificata in ambulanza.

### Effetti speciali
Durante i tredici mesi di produzione, tutti i principali studi di effetti speciali stavano lavorando ad altri film. Il più grande, l'Industrial Light & Magic (ILM), era stato prenotato per Indiana Jones e il tempio maledetto (1984) e Il ritorno dello Jedi (1983). Gli studi rimanenti erano troppo piccoli. Allo stesso tempo, il direttore degli effetti speciali Richard Edlund pianificò di lasciare l'ILM e avviare la propria attività assieme al collega Terry Windell. Reitman convinse la Columbia a collaborare con la Metro-Goldwyn-Mayer ad anticipare a Edlund 5 milioni di dollari in modo da inaugurare la sua nuova compagnia, la “Boss Film Studios”, e acquistare quindi l'attrezzatura necessaria. Secondo Edlund, gli avvocati impiegarono gran parte del tempo di preparazione del film solo per finalizzare il contratto, lasciando dieci mesi rimanenti per sviluppare lo studio degli effetti, girare le scene e comporre le immagini.
Il produttore associato Michael C. Gross ha detto che era difficile trovare un equilibrio per far sembrare i fantasmi una vera minaccia e nel contempo adattarsi al tono più comico del film. L'artista Steve Johnson ha ideato sul set Slimer, allora simpaticamente soprannominato Onion Head Ghost, "fantasma testa di cipolla", a causa dell'odore sgradevole che aveva il materiale usato per l'animatronic, ma il fantasma non venne ribattezzato così fino all'uscita della serie animata The Real Ghostbusters del 1986. Il design di Slimer ha richiesto sei mesi di sviluppo, subendo molte variazioni.
Il giorno prima della sua scadenza, Steve Johnson venne a sapere che Aykroyd e Ramis avrebbero voluto che Slimer fosse un omaggio a John Belushi, scomparso due anni prima, ed è stato così che Johnson ha scolpito la forma finale della creatura. Il pupazzo di Slimer a grandezza naturale fu interpretato dal membro della crew Mark Wilson, il quale indossava una tuta di gommapiuma rinforzata con dello spandex mentre veniva filmato su uno sfondo nero. Johnson e Wilson hanno collaborato anche per la realizzazione del fantasma della bibliotecaria Eleanor Twitty creando un manichino azionato da decine di cavi che attraversavano il busto, trasformandola dalla sua forma umanoide a quella mostruosa.
Aykroyd incaricò un suo amico di disegnare l'Uomo della pubblicità dei Marshmallow, chiedendo una combinazione dell'Omino Michelin e del Doughboy, la mascotte della Pillsbury negli anni '80, con un cappello da marinaio. Il pupazzo venne interpretato dall'attore e artista degli effetti speciali Bill Bryan, che creò la sua camminata ispirandosi a Godzilla.
L’artista Randy Cook fu il responsabile della creazione dello stop-motion in scala dei servitori di Gozer, Zuul e Vinz Clortho. Ci vollero quasi trenta ore per filmare la scena in cui uno dei cani insegue Louis Tully attraverso la strada.
I flussi protonici sono stati animati interfacciando delle immagini contenenti degli effetti pirotecnici. Per capire il momento in cui venivano sparati nella scena, i supervisori del film presero come riferimento l'illuminazione della bacchetta che scattava in avanti dalla "proton gun" collegata agli zaini protonici.

### Problemi di copyright
Il marchio The Ghost Busters apparteneva alla Filmation, che nel 1975 aveva prodotto l'omonima serie televisiva. Fino all'ultimo sul set si parlò di chiamare il film Ghostbusters e vennero girate molte scene alternative in cui si faceva riferimento ai nomi "Ghost Stoppers" e "Ghost Breakers". Alla fine, nel dubbio la Columbia Pictures optò per acquistare i diritti. Successivamente la Filmation produsse un sequel della serie tv live-action in forma di serie animata: questo fece sì che la serie animata dedicata alla pellicola della Columbia, in produzione nello stesso periodo, venisse chiamata The Real Ghostbusters.
Nel 1984 la Harvey Comics, casa editrice che deteneva i diritti di Casper, intentò causa alla Columbia per la somiglianza tra Ciccia, uno dei tre zii di Casper e il logo dei Ghostbusters inventato da un amico di Aykroyd (che fa un cameo nel film nella scena dentro la prigione) e dal disegnatore della rivista National Lampoon Michael C. Gross, ossia un fantasma bianco rinchiuso in cartello rosso di divieto. Alla fine, nel 1986, il giudice Peter Leisure ritenne che "vi sono modi limitati per disegnare un fantasma".

## Colonna sonora
Della colonna sonora, il cui tema principale accompagnò l'intero franchise, sono state pubblicate tre edizioni, la prima in contemporanea con l'uscita del film, la seconda a distanza di 22 anni, e la terza in occasione del 35º anniversario dell'uscita del film:
- 1984 – "Ghostbusters" – Original Soundtrack Album (Arista Records);
- 2006 – "Ghostbusters" – Original Motion Picture Score (Varèse Sarabande);
- 2019 – "Ghostbusters" – Original Motion Picture Score (Sony Classical).

La prima edizione è stata pubblicata l'8 giugno 1984 e presenta 10 tracce di cui 7 sono canzoni, mentre la musica orchestrale è stata composta e diretta da Elmer Bernstein e distribuita, quasi nella sua interezza, solo il 16 marzo 2006, quando Varèse Sarabande ha pubblicato un'edizione di 39 tracce distribuita però in sole 3000 copie: la "Limited Collector's Edition", acquistabile solo tramite il sito di Sarabande, tanto che sul retro non è stampato alcun codice a barre, e la disponibilità è terminata il 24 maggio 2006, quando il titolo è andato esaurito. Inoltre questa è una pubblicazione le cui tracce non riflettono con precisione il lavoro di Bernstein così come lo si sente nel film, ma assomiglia di più a un "work in progress". In occasione del 35º anniversario dell'uscita del film, il 7 giugno 2019 Sony Classical ha pubblicato un'edizione di 37 tracce simile a quella di Varèse Sarabande, ma che include qualche brano inedito. Per il 19 luglio è annunciata una pubblicazione anche in vinile. Prima di queste pubblicazioni esisteva solo una versione bootleg, pubblicata nel 1998 con numero di catalogo "LINCOLN 16.1809.65" e costituita da 22 tracce.

### Original Soundtrack Album
1. Ray Parker Jr. – Ghostbusters – 4:04
2. The BusBoys – Cleanin' Up The Town – 2:58
3. Alessi Brothers – Savin' The Day – 3:23
4. Thompson Twins – In The Name Of Love – 3:19
5. Air Supply – I Can Wait Forever – 5:09
6. Laura Branigan – Hot Night – 3:21
7. Mick Smiley – Magic – 4:20
8. Elmer Bernstein – Main Title Theme (Ghostbusters) – 3:00
9. Elmer Bernstein – Dana's Theme – 3:32
10. Ray Parker Jr. – Ghostbusters (Instrumental Version) – 4:48

### Original Motion Picture Score
La musica orchestrale è stata composta da Elmer Bernstein e pubblicata da Varèse Sarabande nel 2006.
1. Ghostbusters Theme (Album version) – 3:00
2. Library and Title ("Title" Not used in the film) – 3:02
3. Venkman – 0:31
4. Walk – 0:30
5. Hello – 1:36
6. Get Her – 2:01
7. Plan – 1:25
8. Taken – 1:08
9. Fridge – 1:01
10. Sign – 0:54
11. Client – 0:35
12. The Apartment – 2:45
13. Dana's Theme (Album version) – 3:31

1. We Got One! – 2:02
2. Halls – 2:01
3. Trap – 1:56
4. Meeting – 0:38
5. I Respect You – 0:54
6. Cross Rip – 1:07
7. Attack – 1:30
8. Dogs – 0:57
9. Date – 0:45
10. Zool – 4:12
11. Dana's Room – 1:40
12. Judgment Day – 1:19
13. The Protection Grid – 0:42

1. Ghosts! (Not used in the film) – 2:15
2. The Gatekeeper – 1:12
3. Earthquake – 0:33
4. Ghostbusters! (Not used in the film) – 1:13
5. Stairwell – 1:14
6. Gozer – 2:48
7. Marshmallow Terror – 1:25
8. Final Battle – 1:30
9. Finish – 2:13
10. End Credits (Not used in the film) – 5:04
11. Magic – 1:37 – Bonus Track
12. Zool – 3:12 – Bonus Track
13. We Got One! (Alternate) – 2:04 – Bonus Track

## Promozione
(Tagline del film)
Poco prima dell'uscita del film, sulle auto parcheggiate per le strade di New York vennero attaccati adesivi raffiguranti il logo del film.
Tra le scene che il regista Ivan Reitman scelse per comporre il trailer del film, venne usata anche quello dello spot pubblicitario degli Acchiappafantasmi; anziché il numero di telefono con il prefisso 555, che apparirà poi nella pellicola, venne mostrato il prefisso 1-800, che corrispondeva a un numero reale. Componendolo, le voci di Aykroyd e Murray lasciavano un messaggio simile a "Ciao! Siamo a caccia di fantasmi ora". Il numero ricevette circa 1000 chiamate all'ora, per sei settimane.

## Distribuzione

### Edizione italiana
Il doppiaggio italiano del film, diretto da Mario Maldesi su dialoghi di Sergio Jacquier, è stato eseguito dalla International Recording con la partecipazione della C.V.D.

### Edizioni home video
Il film Ghostbusters è stato edito in VHS (RCA/Columbia Pictures International video) e Betamax nel 1985. Altre tre versioni in VHS uscirono nel 1988 (collana "Winners"), nel 1995 e nel 1998.
Il laserdisc del film uscì nel 1989 negli Stati Uniti, ma non arrivò mai in Italia. Ivan Reitman non fu contento di questa prima edizione su disco ottico perché il livello della luce era molto intenso e metteva in evidenza il matte painting di alcune scene. A ogni modo questa versione su laserdisc conteneva dei filmati inediti che non sono stati inclusi nelle edizioni in DVD e Blu-ray di Ghostbusters.
La prima versione italiana del DVD dalla Columbia Pictures (in custodia super jewel box) è del 1999. Nel 2006 la Sony Pictures ha poi pubblicato Ghostbusters 1 & 2 con il secondo film del 1989, allegato anche a un libretto di 28 pagine; in Italia Ghostbusters 1 & 2 è stato distribuito in amaray a doppio disco come "Special Edition – 2 dischi", mentre la versione per il mercato statunitense e per il Regno Unito è stata distribuita in un cofanetto in edizione cartonata "Double Feature Gift Set". La Sony Pictures ha distribuito il film Ghostbusters anche in UMD per PSP nel 2007, in una versione widescreen. Questa seconda edizione è caratterizzata da un video alterato artificialmente che lo rende di qualità inferiore rispetto alla prima.

#### The Criterion Collection

##### Laserdisc
- 1989 – Ghostbusters

La release in laserdisc NTSC ha solo la lingua inglese, si divide in due dischi e ha il suono in Dolby Surround-Digital Sound CX.

#### Caratteristiche
- Scene eliminate dal film: The Sairway and Lucky Coin
- Confronto prima e dopo per gli effetti speciali: Library Ghost and Ballroom
- Collezione di foto durante le riprese
- La sceneggiatura completa
- Il teaser trailer e il trailer cinematografico
- Ruth Oliver's Library Ghost Scream Test

#### Columbia Pictures

##### DVD
- 1999 – Ghostbusters "Collector's Series"

La Collector's Series è stata pubblicata nel 1999 dalla Tristar ed è conosciuta come 15th Anniversary Edition; offre molti extra con alcune differenze rispetto alla "Collector's Series" pubblicata dalla Sony nel 2005, una migliore qualità del video e una traccia audio italiana in stereo. La prima stampa italiana di tale edizione è stata confezionata in super jewel box. La "Collector's Series" è stata messa fuori catalogo subito dopo la riedizione della Sony.

###### Caratteristiche
- Audio italiano e spagnolo (Dolby Surround) e inglese (Dolby Digital 5.1)
- Sottotitoli in italiano, inglese, spagnolo e portoghese
- Menù interattivo multilingue con accesso diretto alle scene
- 2 trailers
- Commento dei cineasti
- Dietro le quinte
- Galleria fotografica
- Bozzetti e storyboards
- Effetti speciali
- Filmografie

#### Sony Pictures

##### DVD
- 2006 – Ghostbusters 1 & 2
  - Italia
    - Special Edition – 2 dischi (2 DVD), Amaray

  - USA (Region 1) e UK (Region 2)
    - Double Feature Gift Set (2 DVD+Scraptbook), Digipack+Slipcover in evidenza
    - Double Disc Set (2 DVD), Amaray+Slipcover

###### Caratteristiche
- audio italiano, spagnolo, francese e tedesco (Dolby Digital Surround) e inglese (Dolby Digital 5.1),
- Sottotitoli italiano, spagnolo, francese, tedesco, inglese, portoghese, bulgaro, ceco, danese, finlandese, greco, islandese, israeliano, norvegese, olandese, polacco, ungherese.
- Commento di Ivan Reitman, Harold Ramis e Joe Medjuck
- Scene eliminate
- Effetti speciali prima e dopo
- Storyboard
- Arte concettuale
- Dietro le quinte
- Foto di produzione

##### Blu-Ray
- 2009 – Ghostbusters (2K) 25º Anniversario
- 2013 – Ghostbusters (4K)
- 2014 – Ghostbusters 1 & 2 30º Anniversario

## Accoglienza

### Incassi
Ghostbusters è stato il film numero uno nelle sale per sette settimane consecutive ed è stato uno dei soli quattro film a incassare più di $ 100 milioni quell'anno. Ulteriori uscite cinematografiche hanno aumentato l'incasso totale a circa 295,2 milioni di dollari, rendendolo uno dei film comici di maggior successo degli anni '80.
Ha incassato circa 300 milioni di dollari, generando due sequel, un reboot e due serie animate. Il film rimase al numero uno del box office statunitense per cinque settimane consecutive incassando 23 milioni di dollari nella prima settimana, un record a suo tempo. Si stima che il merchandising dei film e delle serie (compresi i giocattoli e i gadget a esse ispirati) abbia portato a un guadagno che supera il miliardo di dollari. Negli Stati Uniti e in Canada ha incassato $ 229,242,989 in totale. In Italia fu il maggior successo della stagione 1984-85 superando anche la commedia campione d'incassi Non ci resta che piangere.

### Critica
Ghostbusters è stato accolto con recensioni generalmente positive.
Roger Ebert ha dato al film tre stelle e mezzo su quattro, citandolo come un raro esempio di combinazione riuscita di un blockbuster di effetti speciali con dialoghi "furbi". Ebert ha notato che gli effetti esistono per servire le prestazioni degli attori e non il contrario, dicendo che è "un'eccezione alla regola generale che i grandi effetti speciali possono rovinare una commedia". Ha anche citato Ghostbusters come un raro film mainstream con molte battute citabili. Gene Siskel ha apprezzato l'interazione tra i personaggi e ha elogiato in particolare la performance di Murray, affermando che la sua sensibilità comica ha compensato gli "effetti speciali noiosi". Era critico nei confronti dell'aggiunta tardiva di Hudson alla trama come Winston Zeddemore e della mancanza di sviluppo del personaggio, dicendo che "lo fa apparire solo come un'esca simbolica al botteghino".
Richard Schickel ha elogiato allo stesso modo Murray e la grazia di Aykroyd e Ramis nel permettere a Murray di eclissarli. Schickel considerava il personaggio di Murray, Peter Venkman, "un'opportunità irripetibile per sviluppare pienamente il suo personaggio comico brevettato". Ha detto che gli effetti sembrano un po' "di cattivo gusto" e servono come commento comico sui film di fantasmi. Alla fine credeva che la lode fosse dovuta a tutte le persone coinvolte per "pensare su una scala grandiosamente comica". Dave Kehr ha ribattuto che Aykroyd e Ramis erano "curiosamente sottoutilizzati", ma ha apprezzato le battute impassibili di Murray. Kehr ha detto che Reitman è abile nella commedia improvvisata, ma ha perso il controllo del film man mano che gli effetti speciali aumentavano gradualmente.
Arthur Knight ha apprezzato lo stile rilassato della commedia dicendo che mentre la trama è "primitiva", ha molto più stile e finezza di quanto ci si aspetterebbe dal team creativo dietro Meatballs e Animal House. Ha scelto gli editori Sheldon Kahn e David Blewitt per aver creato un ritmo sostenuto di commedia e azione. Nonostante "l'umorismo da bagno e le pacchiane gag per la vista", Peter Travers ha affermato che Ghostbusters è "un'irresistibile assurdità", paragonando il film al film horror soprannaturale L'esorcista, ma con il duo comico Abbott e Costello come protagonisti. Travers ha apprezzato il modo in cui Murray, Aykroyd e Ramis hanno lavorato insieme.
Joseph Gelmis ha descritto Ghostbusters come una fantasia adolescenziale, confrontando la loro base della caserma dei pompieri con la Batcaverna con un palo da pompiere e un Ectomobile al piano terra. Ha detto che il film funziona come uno sforzo collaborativo dei tre principali Ghostbusters, in particolare Murray, che respinge le situazioni gravi per mantenerle comiche. Christopher Hicks di Deseret News ha elogiato le migliorate capacità di regia di Reitman e la troupe per aver evitato la volgarità trovata nei loro film precedenti, Caddyshack e Stripes. Sentiva che invece cercavano un umorismo più creativo e brividi genuini. Hicks ha individuato Murray dicendo che "non è mai stato meglio di come è qui". Ha notato che Murray, Ramis e Aykroyd "volevano essere come i fratelli Marx degli anni '80". Si è lamentato del finale, affermando che ha perso il senso del divertimento ed è stato "esagerato", ma ha scoperto che il film lo compensava, dal momento che "ha fantasmi come non li hai mai visti".
Su una nota più critica, Janet Maslin ha affermato che il talento di Murray era al servizio di un film privo di arguzia o coerenza. Ha notato che molti dei personaggi avevano poco da fare, lasciando le loro storie irrisolte mentre la trama iniziava a lasciare il posto alla manutenzione degli effetti speciali. Per Maslin, Ghostbusters ha lavorato durante le piccole scene di cattura dei fantasmi, ma è sfuggito di mano durante il finale apocalittico. Tuttavia, ha elogiato la performance di Weaver come un "eccellente fioretto" per Murray. Variety ha detto che Ghostbusters aveva erroneamente i migliori comici, ma spesso li faceva lavorare da soli, definendolo un film "prodotto generosamente" che è solo periodicamente impressionante. Variety ha anche scelto Murray per la sua commedia fisica "accattivante" e per le improvvisazioni. David Ansen di Newsweek ha apprezzato il film, descrivendolo come un progetto di lavoro di squadra in cui tutti lavorano "per lo stesso obiettivo di una pazzia rilassata"; chiamò il film "meravigliosa sciocchezza estiva". Pauline Kael ha avuto problemi con la chimica tra i tre attori principali. Ha elogiato Murray, ma sentiva che gli altri attori non avevano molto materiale per contribuire alla storia; ha concluso, "le linee di Murray cadono nell'aria morta".

## Riconoscimenti
- 1985 - Premio Oscar
  - Candidatura per i migliori effetti speciali a Richard Edlund, John Bruno, Mark Vargo e Chuck Gaspar
  - Candidatura per la miglior canzone a Ray Parker Jr.
- 1985 - Golden Globe
  - Candidatura come miglior film commedia o musicale
  - Candidatura per il miglior attore in un film commedia o musicale a Bill Murray
  - Candidatura per la migliore canzone originale a Ray Parker Jr.
- 1985 - Premio BAFTA
  - Migliore canzone originale a Ray Parker Jr.
  - Candidatura per i migliori effetti speciali a Richard Edlund
- 1985 - Saturn Award
  - Miglior film fantasy
- 1985 - Golden Screen
  - Film dell'anno
- 1985 - Grammy Awards
  - Candidatura per il miglior album di una colonna sonora scritta per il cinema o la televisione a Ray Parker Jr., Kevin O'Neal, Bobby Alessi, Tom Bailey, Graham Russell, David Foster, Jay Graydon, Diane Warren, Mick Smiley ed Elmer Bernstein
- 1985 - Premio Hugo
  - Candidatura per la miglior rappresentazione drammatica a Ivan Reitman, Dan Aykroyd e Harold Ramis
- 1985 - Young Artist Award
  - Miglior film per famiglie - commedia o musicale

## Merchandising

### LEGO Ghostbusters: Ecto-1 e Quartier generale
Nel 2014, in occasione del trentesimo anniversario dall'uscita del primo film, LEGO rende omaggio al film con un set a tema che include la Ecto-1, il Quartier Generale dei Ghostbusters, le miniature dei quattro personaggi principali con zaini protonici, Dana posseduta, Louis posseduto, Janine, Slimer e altri fantasmi apparsi nel film.

### Action Figures
Negli anni ottanta erano molto popolari i giocattoli dei Ghostbusters della Kenner, ma in questo caso riguardavano i personaggi del cartone The Real Ghostbusters. Nel 2004 la compagnia Neca e la Joyride hanno prodotto una serie di action figure limitandosi ai fantasmi e la Ecto-1 (inizialmente Bill Murray non voleva prestare il suo volto per le Action Figures). Questa serie comprendeva Slimer, Dancing Slimer, il Marshmallow Man, Gozer e i cani del terrore Vince Clortho e Zuul.
Nel 2009 la Diamond ha prodotto i Ghostbusters Minimates (molto simili ai LEGO) ispirati a entrambi i film. Nello stesso anno finalmente la Mattel ha prodotto le action figure degli Acchiappafantasmi con i volti degli attori originali disponibili nelle dimensioni a sei e dodici pollici.

### Videogiochi
I videogame elencati non comprendono quelli della serie "Extreme Ghostbusters":
- Nel 1984 e nel 1985 fu pubblicata da Activision la prima trasposizione in videogioco, Ghostbusters, realizzata da David Crane. Ebbe un notevole successo e fu distribuita per le piattaforme Commodore 64, Apple II, ZX Spectrum, MSX e Atari 2600.
- Nel 1987 uscì The Real Ghostbusters della Data East per sala giochi.
- Nel 1987 uscì un gioco per Sega Master System, su licenza del primo film.
- Nel settembre 1986 (in Giappone) e nell'ottobre 1988 (negli Stati Uniti) uscì un gioco per Famicom/Nes, ispirato sempre al film del 1984.
- Tra il 1988 e il 1989 la Data East pubblicò la versione arcade di The Real Ghostbusters per Atari ST, Spectrum, Amiga, Amstrad e Commodore.
- Nel 1990 uscì un gioco per Mega Drive completamente originale e che non seguiva la trama delle due pellicole.
- Nel 1989 e 1990 uscirono varie versioni in videogame di Ghostbusters II per Nes, Amiga, Amstrad, Commodore e PC 486.
- Nel Natale 1990 fu distribuito dalla Hal Laboratory Ghostbusters II per Game Boy (che per i fan aveva il sistema di gioco migliore tra i vecchi videogiochi sui Ghostbusters).
- Alla fine del 1990 (versione NTSC) e all'inizio del 1992 (versione PAL) fu pubblicato dalla Hal Laboratory New Ghostbusters II per Famicom/Nes, ma venne distribuito solo in Giappone e in alcune zone del Nord Europa.
- Nel 1993 uscì il videogioco The Real Ghostbusters per Game Boy, ispirato all'omonima serie animata.
- Nel 2006 e 2007 sono stati realizzati due remake scaricabili dalla rete: uno simile al gioco di David Crane del 1984 e l'altro al gioco del 1990 Ghostbusters II per Amiga.
- Ghostbusters: Il videogioco, con le voci e le fattezze del cast originale e una storia originale creata appositamente per il gioco, è uscito il 26 giugno 2009 in Italia, con versioni molto simili per PC, PlayStation 3 e Xbox 360, mentre con una grafica differente per le console Sony PlayStation 2, PSP e per le due console Nintendo Wii e DS, e nel 2020 è stata distribuita la versione rimasterizzata per Nintendo Switch.
- Ghostbusters: Sanctum of Slime è uscito il 23 marzo 2011 per Xbox 360 su Xbox Live e PC e il 30 marzo 2011 sul PlayStation Store, disponibile esclusivamente per Playstation 3[20][21].
- Nel videogioco LEGO Dimensions per PS4, Xbox One e altre piattaforme, è presente un livello dedicato al film, con anche un mondo esplorabile su Ghostbusters e ha come personaggi giocabili Peter Venkman, Slimer e L'uomo della pubblicità dei Marshmallow.

## Sequel
Il film ha dato inizio al franchise di Ghostbusters, che comprende anche altri media, tra cui tre serie animate: The Real Ghostbusters (1986-1991), Slimer (1988) e Extreme Ghostbusters (1997). Nel 1989 è uscito il seguito, Ghostbusters II, sempre diretto da Ivan Reitman e interpretato dal cast del primo film.
Nel 2016 è uscito nei cinema un reboot al femminile della saga, Ghostbusters, diretto da Paul Feig e interpretato da Kate McKinnon, Kristen Wiig, Leslie Jones, Melissa McCarthy e Chris Hemsworth.
Tempo dopo il reboot, Dan Aykroyd rivelò alcuni dettagli del sequel Ghostbusters 2020. La pellicola, dal titolo Ghostbusters: Afterlife, uscita in Italia col titolo Ghostbusters: Legacy, è il seguito diretto di Ghostbusters II ed è stata distribuita, dopo diversi rinvii dovuti alla pandemia di coronavirus, nel novembre 2021.
Nel 2024 è uscito un nuovo capitolo della saga, Ghostbusters - Minaccia glaciale, diretto da Gil Kenan.